# Sturmbann
Sturmbann war eine organisatorische Gliederung der „Kampfverbände“ (SA, SS, NSKK) der NSDAP. Er war auch bei der Organisation des NSFK zu finden. Die übergeordnete Formation war die Standarte.

## Wortbedeutung
Sturmbann ist ein Kompositum aus dem Substantiv Sturm und dem Wortstamm Bann des Substantivs Banner.

## Gliederung
Die ursprünglich aus der SA stammende Bezeichnung wurde in den anderen NS-Organisationen, so etwa seit 1930 auch von den bewaffneten SS-Verbänden (SS-Verfügungstruppe und SS-Totenkopfverbände) verwendet. Als 1942 aus ihnen die Waffen-SS hervorging, wurde dort das „militärische Gegenstück“ als Einheitsbezeichnung vorherrschend.
Ein Sturmbann umfasste in der Regel drei bis vier Stürme und konnte zwischen 250 und 600 Mann stark sein. Er entsprach beim Heer in etwa dem Bataillon.
So wurde in der Regel ein Sturmbann der Allgemeinen SS aus drei aktiven SS-Stürmen gebildet und von einem SS-Sturmbannführer geführt. Stürme eines Sturmbannes wurden mit arabischen Ziffern bezeichnet, während der Sturmbann selbst mit römischen Zahlen gekennzeichnet wurde: So wird beispielsweise 7/III als 7. Sturm des Sturmbann III gelesen. Der Sturmbann IV umfasste die Reserve, die aus Reservestürmen gebildet wurde. Diese Grundgliederung war in der gesamten Schutzstaffel zu finden, so auch in der Allgemeinen SS und ihren Reiterstandarten (einschließlich der R.St. „Totenkopf“) sowie in den Totenkopfverbänden.
Anfänglich war der Begriff „Sturmbann“ auch in der Leibstandarte und der Verfügungstruppe gebräuchlich, wurde aber schnell in diesen SS-Verbänden durch die in der Wehrmacht üblichen Bezeichnungen abgelöst, was wiederum die Missbilligung Himmlers nach sich zog.